# Hüp
A Hüp Remix 8 volt Tarkan második kislemeze a Karma albumról a Kuzu Kuzu után. A dalhoz készült videóklip a török származású olasz filmrendező, Ferzan Özpetek első és mindmáig egyetlen videóklipje és az üdítőital-óriás Pepsi szponzorálta. A klip nagy vihart kavart a török médiában, a BBC is beszámolt arról, hogy egy erotikus csókjelenet miatt be akarták tiltani.

## Dalok
- "Hüp" (Ozinga Disco Mix) (4:30)
- "Hüp" (Ozgür Buldum Club Mix) (6:01)
- "Hüp" (Hüp Alaturka) (4:05)
- "Hüp" (Orient Dub Mix) (5:26)
- "Hüp" (Ilterocktive Mix) (3:37)
- "Hüp" (Kivanch K Mix) (7:27)
- "Hüp" (Hup Orijinal Versiyon;  részlet) (3:40)
- "Hüp" (Ozan Dogulu Mix) (4:52)

## Extrák

A csókjelenet, ami miatt be akarták tiltani a klipet

A CD tartalmazta az eredeti dalhoz készített videóklipet és más, a hivatalos honlapról származó internetes extrákat is.

### Ferzan Özpetek a klipről
Sosem gondoltam ilyesmire. Mármint nem arra, hogy sosem forgatnék Tarkannal klipet, hanem hogy egyáltalán nem forgatnék klipet. Ez az első videóklipem. Tarkan egy rendkívül kreatív művész, beszélgettünk, így fejlődött ki a dolog. Miután találkoztunk és beszélgettünk, sok minden megváltozott. (…) Tarkan egy rendkívüli, szó szerint tökéletes ember. Megérdemli a sikert. (…) Nagyon élveztem a forgatást, de egyelőre nem akarok újabb klipet készíteni.

### Külső hivatkozások
- Dalszöveg